# 魚沼市立広神中学校
魚沼市立広神中学校（うおぬましりつ ひろかみちゅうがっこう）は、新潟県魚沼市にある公立中学校。

## 概要
1971年4月1日に広瀬中学校と薮神中学校の2校が統合して開設された。2000年度より「チャレンジ広中　夢・感動」の教育目標の下、地域・保護者・学校が連携して学力の向上に取り組んでいる。

## 沿革
- 1971年（昭和46年）4月1日 - 広瀬中学校、同滝之又分校、薮神中学校の名目統合により創立
- 2004年（平成16年）11月1日 - 町村合併により、魚沼市立広神中学校となる

## 部活動
- 運動系部活動
  - 陸上・クロカン部
  - 野球部
  - 男子バスケットボール部
  - 女子バスケットボール部
  - 女子バレーボール部
  - 卓球部（男女）
  - 女子ソフトテニス部
- 文化系部活動
  - 吹奏楽部
  - 文化部

## 通学区域
旧広神村の全域を通学区域としている

## 交通
- 東日本旅客鉄道（JR東日本）　薮神駅下車、徒歩9分